# Liberais Democratas (Reino Unido)
Os Liberais Democratas (em inglês: Liberal Democrats), coloquialmente conhecidos como Lib Dems, são um partido político liberal do Reino Unido, formado pela fusão do Partido Liberal com o Partido Social Democrático. O partido atuou como o "partido júnior" em um governo de coalizão com o Partido Conservador entre 2010 e 2015, com o Partido Trabalhista Escocês de 1999 a 2007 e com o Partido Trabalhista Galês de 2000 a 2003 e de 2016 a 2021.
Em 1981, uma aliança eleitoral foi estabelecida entre o Partido Liberal, um grupo que descendia do Partido Whig, e o Partido Social Democrático, um grupo dissidente do Partido Trabalhista. Em 1988, os partidos se fundiram como "Sociais e Liberais Democratas", adotando seu nome atual pouco mais de um ano depois. Sob a liderança de Paddy Ashdown e depois de Charles Kennedy, o partido cresceu durante as décadas de 1990 e 2000, concentrando suas campanhas em assentos específicos e se tornando o terceiro maior partido da Câmara dos Comuns. Sob a liderança de Nick Clegg, os Liberais Democratas foram "parceiros juniores" no governo de coalizão liderado pelo Partido Conservador, no qual Clegg atuou como vice-primeiro-ministro de David Cameron. Embora tenha permitido que eles implementassem algumas de suas políticas, a coalizão prejudicou as perspectivas eleitorais dos Liberais Democratas e eles sofreram muitas perdas nas eleições gerais de 2015, sendo relegados ao quarto lugar entre os maiores partidos da Câmara dos Comuns. Sob as lideranças de Tim Farron, Vince Cable e Jo Swinson, o partido adotou uma postura favorável ao europeísmo e contrária ao Brexit. Desde 2015, o partido falha em recuperar seus sucessos pré-coalizão e um fraco desempenho nas eleições gerais de 2019 fez com que Swinson perdesse seu assento.
Posicionado entre o centro e a centro-esquerda no espectro político, os Lib Dems baseiam-se ideologicamente no liberalismo e no liberalismo social. Diferentes facções dominaram o partido em diferentes momentos, cada uma com sua própria inclinação ideológica. O partido pede uma reforma constitucional, incluindo uma mudança do sistema de pluralidade de votos para um sistema de voto proporcional. Enfatizando a proteção das liberdades civis, promove uma abordagem culturalmente liberal no que se refere aos direitos LGBT+, a liberalização das drogas, a política educacional e a justiça criminal. Favorece uma economia baseada no mercado complementada com investimento no bem-estar social. Internacionalista e pró-europeísmo, o partido apoiou o uso de voto popular para manter o Reino Unido como membro da União Europeia e uma maior integração europeia, tendo anteriormente apelado à adoção do euro como moeda. Os Liberais Democratas também promoveram mais proteções ambientais e se opuseram à participação do Exército Britânico na Guerra do Iraque.
A sigla é historicamente mais forte no norte da Escócia, no sudoeste de Londres, no sudoeste da Inglaterra e no meio do País de Gales. A filiação é composta principalmente por profissionais da classe média e sua composição tem uma proporção maior de membros com ensino superior do que os outros grandes partidos políticos britânicos. Os Lib Dems compõe uma federação entre os Liberais Democratas ingleses, escoceses e galeses. Possui uma parceria com a Partido da Aliança da Irlanda do Norte, enquanto ainda se estabelece no país. Internacionalmente, é membro da Internacional Liberal e do Partido da Aliança dos Liberais e Democratas pela Europa, com seus deputados tendo sido filiados do Renovar a Europa no Parlamento Europeu até a saída do Reino Unido da União Europeia, em 31 de janeiro de 2020.

## Resultados Eleitorais

### Eleições legislativas
| Ano  | Líder           | Cl. | Votos     | %     | +/-  | Deputados | +/- | Status   |
| ---- | --------------- | --- | --------- | ----- | ---- | --------- | --- | -------- |
| 1992 | Paddy Ashdown   | 3.° | 5.999.606 | 17,8% | 4,8  | 20 / 650  | 2   | Oposição |
| 1997 | Paddy Ashdown   | 3.° | 5.242.947 | 16,8% | 1,0  | 46 / 659  | 26  | Oposição |
| 2001 | Charles Kennedy | 3.° | 4.814.321 | 18,3% | 1,5  | 52 / 659  | 6   | Oposição |
| 2005 | Charles Kennedy | 3.° | 5.985.454 | 22,0% | 3,7  | 62 / 646  | 10  | Oposição |
| 2010 | Nick Clegg      | 3.° | 6.836.248 | 23,0% | 1,0  | 57 / 650  | 5   | Governo  |
| 2015 | Nick Clegg      | 4.° | 2.415.862 | 7,9%  | 15,1 | 8 / 650   | 49  | Oposição |
| 2017 | Tim Farron      | 3.° | 2.371.861 | 7,4%  | 0,5  | 12 / 650  | 4   | Oposição |
| 2019 | Jo Swinson      | 3.° | 3.696.419 | 11,5% | 4,2  | 11 / 650  | 1   | Oposição |
| 2024 | Ed Davey        | 4.º | 3.519.143 | 12,2% | 0,7  | 72 / 650  | 61  | Oposição |

### Eleições europeias
| Ano  | Líder           | Cl. | Votos     | %     | +/-  | Deputados | +/- |
| ---- | --------------- | --- | --------- | ----- | ---- | --------- | --- |
| 1989 | Paddy Ashdown   | 4.° | 944.861   | 5,9%  |      | 0 / 81    |     |
| 1994 | Paddy Ashdown   | 3.° | 2.591.659 | 16,1% | 10,8 | 2 / 81    | 2   |
| 1999 | Paddy Ashdown   | 3.° | 1.266.549 | 11,9% | 4,3  | 10 / 81   | 8   |
| 2004 | Charles Kennedy | 4.° | 2.452.327 | 14,4% | 2,2  | 12 / 78   | 2   |
| 2009 | Nick Clegg      | 4.° | 2.080.613 | 13,3% | 1,1  | 11 / 72   | 1   |
| 2014 | Nick Clegg      | 6.° | 1.087.633 | 6,6%  | 7,2  | 1 / 73    | 10  |
| 2019 | Vince Cable     | 2.° | 3.367.284 | 19,6% | 13,0 | 16 / 73   | 15  |